# HD 33632
HD 33632 — кратная звезда в созвездии Возничего на расстоянии приблизительно 86 световых лет (около 26,4 парсек) от Солнца. Возраст звезды определён как около 1,7 млрд лет.
Объект околопланетной массы HD 33632 A b открыт группой астрономов в 2020 году.

## Характеристики
Первый компонент (WDS J05133+3720Aa) — жёлто-белая звезда спектрального класса F8V, или F8. Видимая звёздная величина звезды — +6,5m. Масса — около 1,03 солнечной, радиус — около 1,09 солнечного, светимость — около 1,516 солнечной. Эффективная температура — около 6046 K.
Второй компонент (HD 33632 A b) — коричневый карлик спектрального класса L9,5. Видимая звёздная величина звезды — +11m. Масса — около 50 юпитерианских. Орбитальный период — около 39082 суток (107 лет). Удалён на 0,7 угловой секунды (23,6 а.е.).
Третий компонент (UCAC3 255-50107) — красный карлик спектрального класса M4. Видимая звёздная величина звезды — +11m. Эффективная температура — около 4058 K. Удалён на 35,5 угловой секунды.
Четвёртый компонент (WDS J05133+3720С). Видимая звёздная величина звезды — +12m. Удалён от первого компонента на 34 угловых секунды, от третьего компонента на 4,4 угловой секунды.

## Планетная система
В 2019 году учёными, анализирующими данные проектов HIPPARCOS и Gaia, у звезды обнаружена планета HIP 24332 c.